# František Rut Tichý
František Rut Tichý (21. května 1886, Chyňava – 4. dubna 1968 tamtéž) byl český spisovatel, básník, autor literárních studií a monografií a překladatel. Civilním povoláním byl středoškolský profesor (Beroun, Bratislava, Praha).

## Pseudonymy
- Zdeněk Broman

## Spisy

### Básně
- Růžová a bílá knížka, 1910, 1914
- Povídky a písně, 1916,
- Krvácející rány, 1920

### Překlady
- Christo Botjov: Básně, Praha, Jan Otto, 1914 (z bulharštiny)
- J. J. Korytňanskij (vlastním jménem Joann Danilovič): Rodinná slavnost, komedie o čtyřech jednáních, Prešov, Společnost přátel Podkarpatské Rusi, 1922
- Hugo Salus: Christa, novela 1906, Praha, F. Adámek, 1906, (z němčiny)
- Hugo Salus: Pražské a jiné novely, Praha, Jan Otto, 1907
- Taras Ševčenko: Ivan Hus, Kyjev, Praha, Ukrajinské vydavatelské družstvo Čas, 1919 (z ukrajinštiny)
- Émile Verhaeren: Mnohonásobný lesk, Praha, Bedřich Kočí, 1917 (z francouzštiny)
- Émile Verhaeren: Obdiv světa, Praha, Bedřich Kočí, 1917
- Émile Verhaeren: Filip II., Praha, Orbis, 1962
- Janka Kupala[2]